# (19303) Chinacyo
(19303) Chinacyo est un astéroïde de la ceinture principale.

## Description
(19303) Chinacyo est un astéroïde de la ceinture principale. Il fut découvert le 5 octobre 1996 à Kitami par Kin Endate et Kazuro Watanabe. Une observation de 1985 est considérée comme prédécouverte par le JPL. Il apparait sur des photos de 1951.
Il présente une orbite caractérisée par un demi-grand axe de 2,42 UA, une excentricité de 0,21 et une inclinaison de 3,8° par rapport à l'écliptique.